# Grabspitze
Die Grabspitze (italienisch Cima Grava) ist mit 3059 m s.l.m. einer der höchsten Gipfel der Pfunderer Berge, einer in Südtirol liegenden Untergruppe der Zillertaler Alpen. Der Name geht auf mundartlich grōb („grau“) zurück, die Grabspitze ist somit eine „graue Spitze“. Die früher gebräuchliche Alternativbezeichnung Hochferner ging auf ein in der Gipfelflanke liegendes Firnfeld zurück.

## Aufstieg

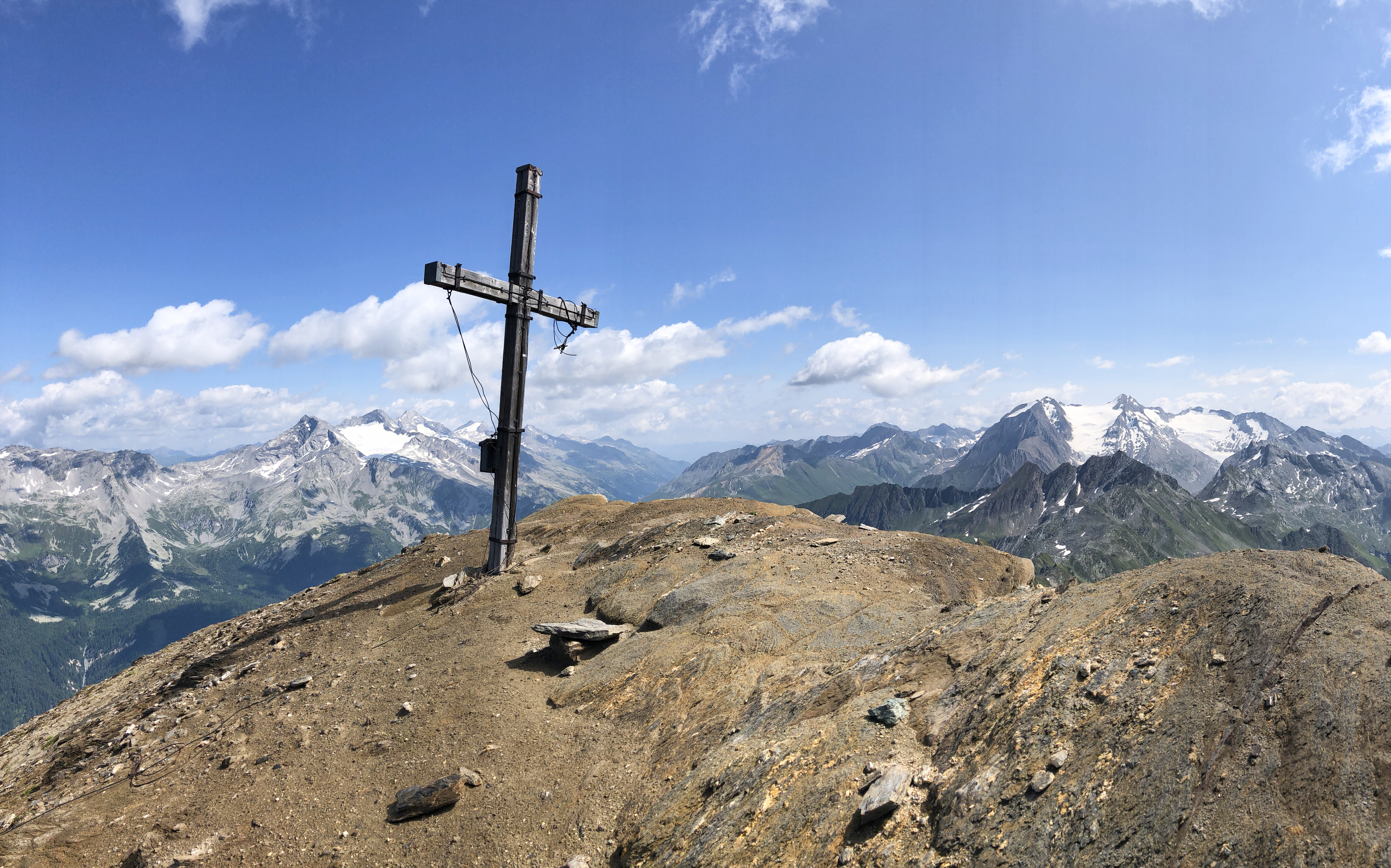
Gipfelkreuz

Der einfachste Anstieg erfolgt von Platz (1435 m) im Pfitscher Tal südwärts vorbei am kleinen Weiler Überwasser zunächst auf der rechten Bachseite steil durch den Wald. Nach der Baumgrenze folgt der Weg weiter dem Tal des Überwasserbachs. Man erreicht auf etwa 2600 m eine größere Mulde, ab der der Gipfel mit dem Kreuz sichtbar wird. Der Weg wendet sich nun, weiterhin steil, in Richtung einer Einschartung des Westgrats der Grabspitze, den man auf einer Höhe von etwa 2780 m erreicht. Der Weiterweg auf dem Westgrat ist stellenweise etwas ausgesetzt und bleibt weiterhin steil, bis man den Vorgipfel erreicht. Von dort führt der Steig ein Stück in der südlichen Flanke in eine undeutliche Gratsenke nahe dem Gipfel, die letzten Meter führen von dort in der nördlichen Flanke zum Gipfel. Für den Anstieg vom Pfitscher Tal benötigt man etwa vier bis fünf Stunden. Der Weg ist größtenteils markiert, an verschiedenen Bachquerungen ist die ursprüngliche Wegführung aber durch Hochwässer nicht mehr zu erkennen. Die Grabspitze wird meist im Frühjahr im Rahmen einer Skitour bestiegen, die Anstiegsroute entspricht dabei größtenteils dem markierten Wanderweg.